# Патрик Рајмер
Патрик Рајмер (  — Минделхајм, 10. децембар 1982) професионални је немачки хокејаш на леду који игра на позицији крилног нападача.
Члан је сениорске репрезентације Немачке за коју је на међународној сцени дебитовао на светском првенству 2011. године. 
Целокупну играчку каријеру провео је играјући у првенству Немачке.